# Watsons Water
Watsons Water (屈臣氏蒸餾水) è un'azienda con sede in Hong Kong che produce e commercializza acqua distillata.

## Storia
L'azienda è stata fondata nel 1903 dalla Watson's per la produzione di acqua distillata. La produzione però era attiva già dal 1828 in Cina, e dal 1841 ad Hong Kong. Nel 1981 è passata sotto il controllo della Hutchison Whampoa di Li Ka Shing. L'azienda è diventata oggi uno dei maggiori produttori di acqua distillata nel mondo.

## Distillazione
Il processo di distillazione attraversa diverse fasi.
Dall'acqua di sorgente si ha
- filtrazione a sabbia
- trattamento con filtri a carbone attivo
- microfiltrazione
- addolcimento

Una volta ottenuta l'acqua così depurata si procede con
- distillazione
- sterilizzazione